# حنية مقرنص

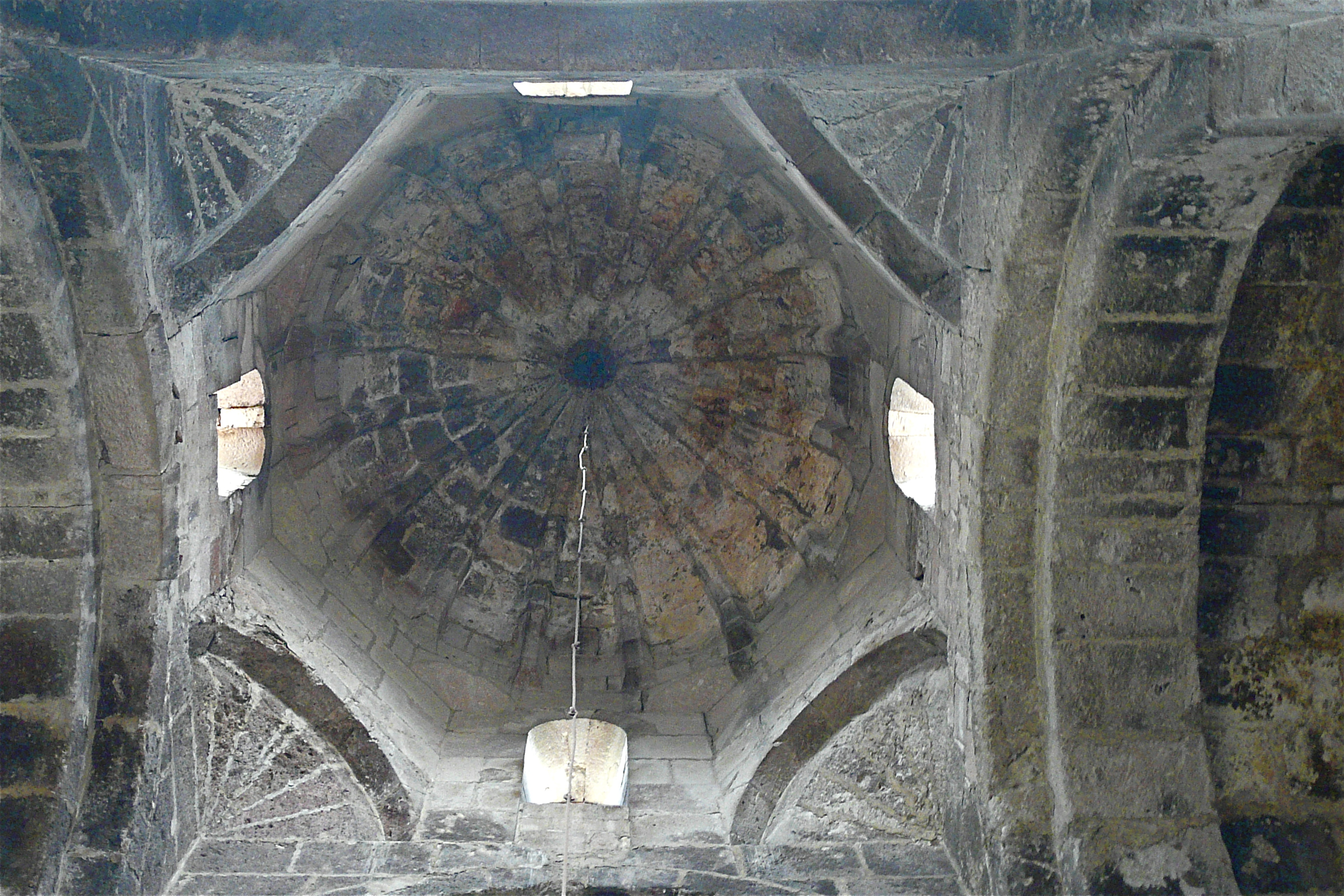
حنية مقرنص

حنية مقرنص أو حاملة القبة أو الإسْقِنْش هو قوس في العمارة تكون على زوايا جدران البناء الأربع لحمل القبة. وأول مثال لذلك في العمارة الإسلامية ما عرف في سامراء أيام العباسيين. وأول مثال لها في مصر ما ظهر أيام الفاطميين في الجامع الأزهر وجامع الحاكم بأمر الله.